# ヴァリオマチック

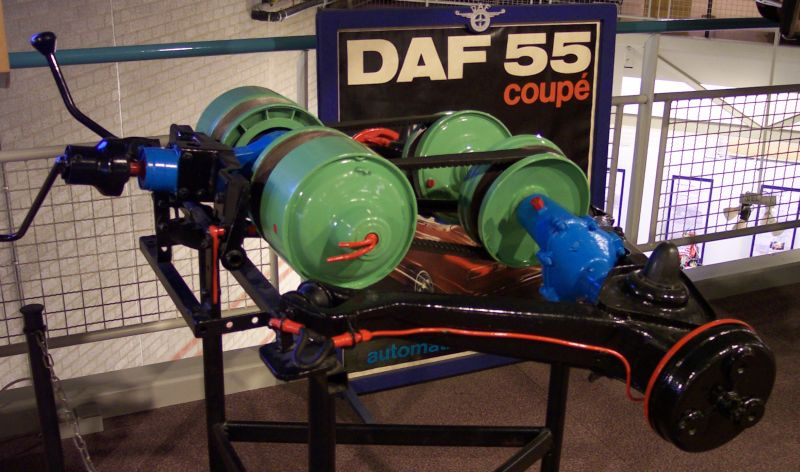
ヴァリオマチックトランスミッションと後車軸。左側の大きな方の緑色のドラムは可変径プーリーを制御する負圧機構を含む。後車軸は左右別のベルトによって駆動されるため、差動装置は必要ではない。

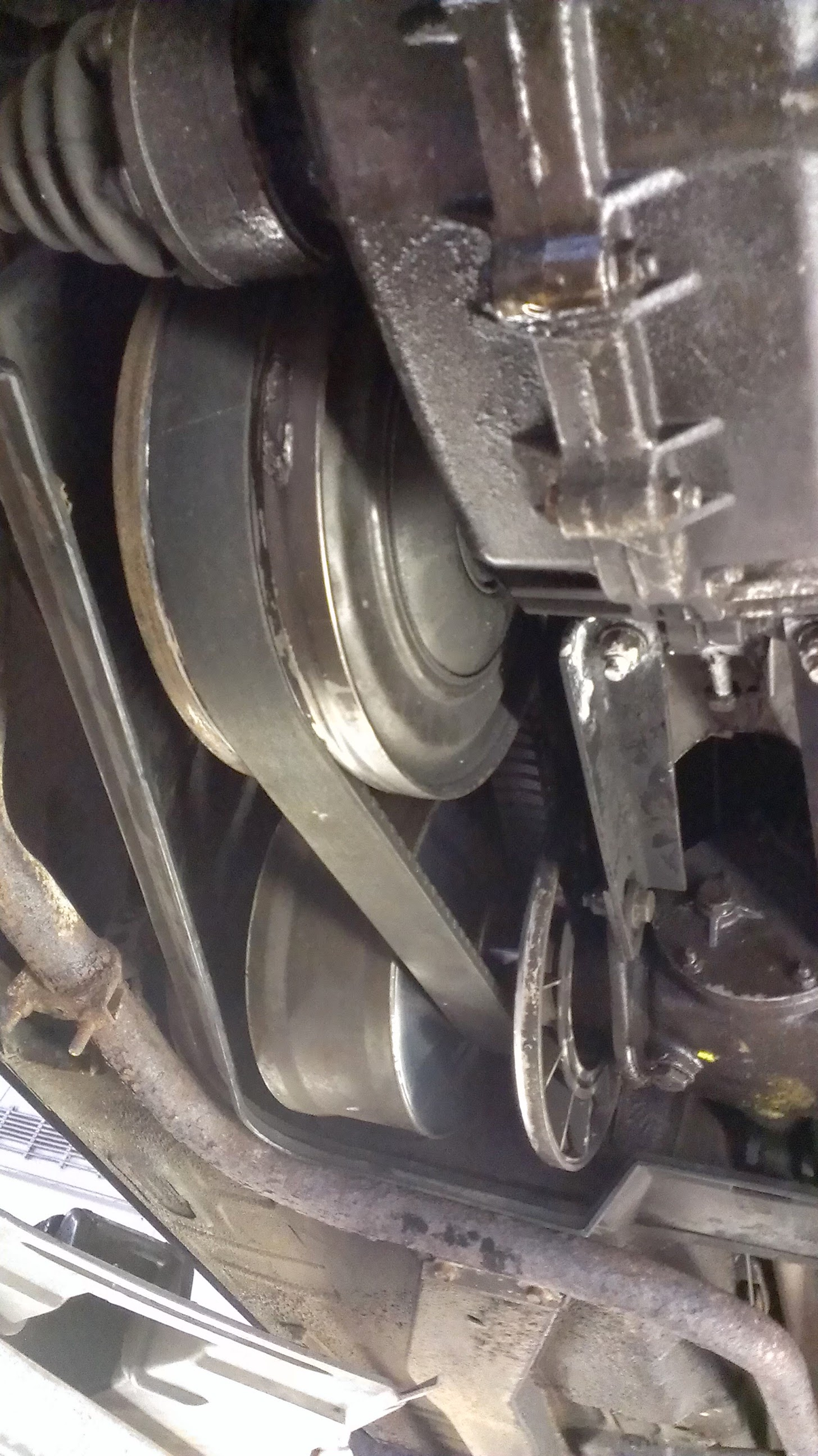
DAF・46のヴァリオマチック。ケースには入っておらず、剥き出しになっている。

ヴァリオマチック（Variomatic、バリオマチック、ヴァリオマティックとも）は、オランダの自動車メーカーDAFの無段変速機（CVT）である。フップ・ファン・ドールネによって開発された。無段階のフルオートマチックトランスミッションであり、V形ドライブベルトと2つのプーリー（滑車; それぞれ2つの円錐から成る）から構成される。Vベルトが軸のより近くあるいは縁のより近くで動くことができるように、プーリーの有効直径は可変である。ベルトが常に同じ最適な張力を保つことができるようこれらは同調される。

## 歴史
ヴァリオマチックは商業的に成功した初めてのCVTであった。理論的には、ヴァリオマチックは常に最適なトルクを生み出す。ヴァリオマチックはDAFによって1958年に導入された。オランダでは初めてのオートマチックトランスミッションでもあった。最初にヴァリオマチックを搭載した車はDAF・600であった。
1974年にDAFがボルボによって買収された時、ヴァリオマチックの特許はVan Doorne's Transmissie（略称はVDT、所在地はティルブルフ）と呼ばれる会社に移された。後の1995年にVDTはボッシュによって買収され、2009年12月1日からはBosch Transmission Technologyに名称を変更した。VDTはCVTの開発を続け、金属プッシュベルト式CVTシステムを実用化した。富士重工業と共同開発した電子制御電磁クラッチ式CVT「ECVT」はスバル・ジャスティ（1987年2月発売）に、欧州フォードおよびフィアットと共同開発したCVTシステム（フォードはCTX、フィアットはUnomaticと呼称）はフォード・フィエスタ（1987年5月発売）とフィアット・ウーノ（1987年採用）に搭載された。

## 後退
本システムは1つの（絶えず変化している）ギアと別個の「後退モード」の他は独立したギアを持たないため、本トランスミッションは後進でもうまく働く。副次的効果として前進と同じ速さで後ろに進むことができる。その結果として、オランダで毎年開催される世界後退走行選手権では、他の車が追い付けないため、DAF車を別のカテゴリーに入れざるを得なかった。

## 動作

### ギア比
ファイナルドライブは移動可能な円錐状ドラムから成る2つのプーリーを有する。ドラム間の距離は吸気管内の負圧とエンジン回転数によって、ドラム内部の遠心錘を通じて制御される。2つのプーリー間をドライブベルトが動く。両プーリーの円錐ドラムの距離が変化する結果として、直径と減速比が連続的に変化する。

### 差動装置

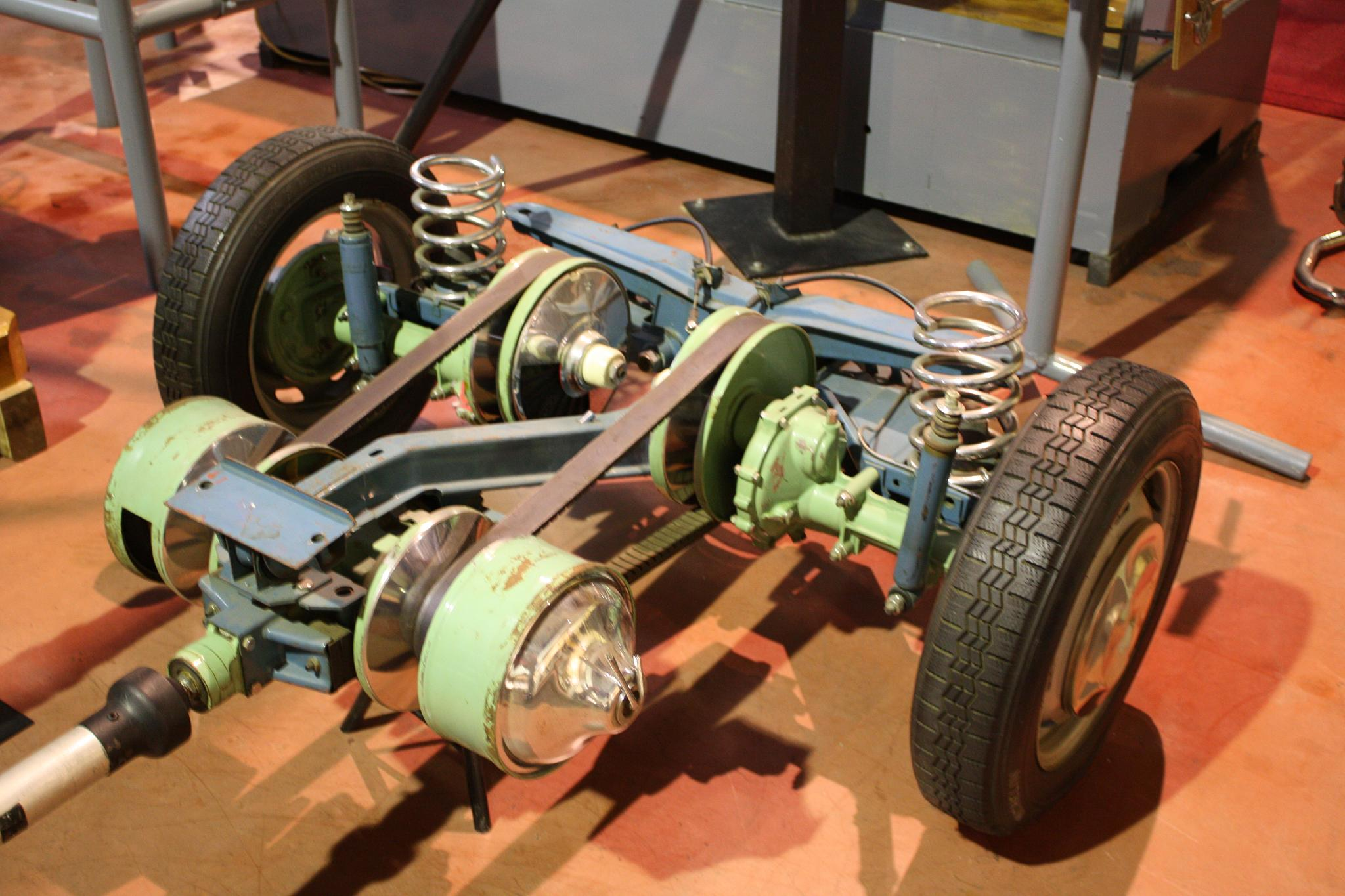
左右後輪の回転は独立しているため、差動装置（ディファレンシャル）を持たない。

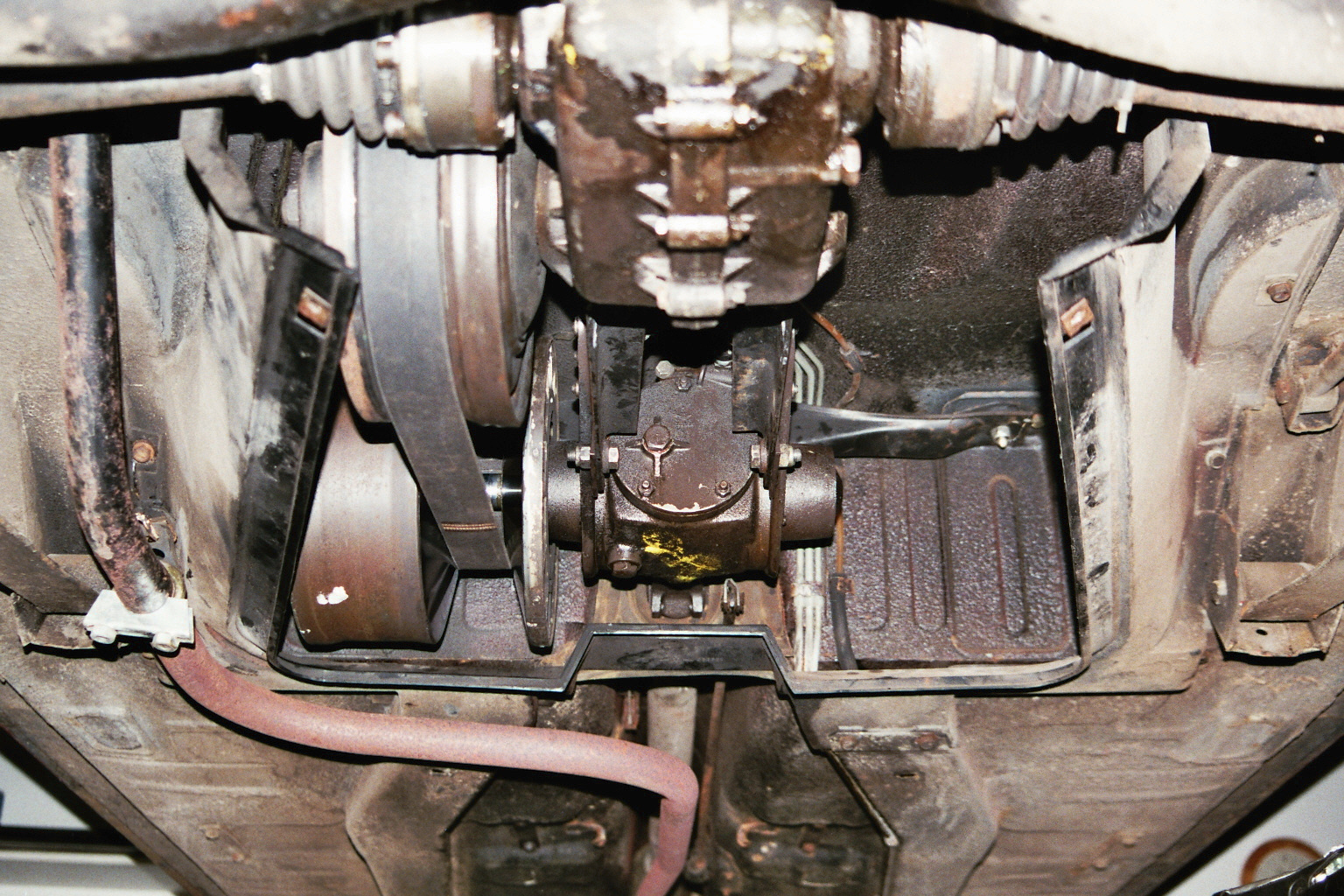
DAF 46のリア差動装置付きヴァリオマチックシステム。ゴムベルトは2本ではなく1本。

DAF・600からDAF・55までは、それぞれの後輪は差動制限装置（LSD）の効果を持つ1対のドラムとドライブベルトによって独立して推進されていた。つまり、滑りやすい路面上の駆動輪の回転数が上昇しても。反対側の車輪は完全なトルクを受け取ることができた。そのため異常なほど良いトラクション特性が得られ、これもラリー競技においてDAF車が成功した理由でもあった。本物の差動歯車を持たないことに付随する欠点もいくつか存在した。それぞれのベルトはその最適な位置へと（互いに独立に）落ち着くことができた（それによって左右の車輪速に差を付けることができた）ものの、システムの動作は遅く、プーリーの変化速度に依存していた。そのため、タイヤの摩耗は速く、他のトランスミッション部品にストレスを与えていた。ドライブシャフトが折れることがよくあった。システムは操舵輪の影響に逆らって車を前に進める傾向があったため、凍った路面条件での低速ハンドリングは興味深いものだった。後続モデルのDAF・46、66、およびボルボ版には差動歯車機構を介して結合されている車軸が組込まれた。差動装置付き版は1993年ウィリアムズ・FW15C CVTフォーミュラ1カーでウィリアムズによって開発されたが、レースに出場する前に禁止された。試験では、熱発生に伴う諸問題が存在した。

## スクーター
ヴァリオマチックは今日のスクーターでも使われている。1985年以後の全ての一般的なスクーターの標準部品となっている。

## スチールベルト式CVT
現代のCVTは、DAFによって元々使われた張力によって動作するゴム製ドライブベルトではなく、プーリーによる押力で動作するスチールベルトを使うことでより頑丈になっている。この改良はフィアット、フォード、およびファン・ドールネによって1970年代末から成された。
ボルボ・440/460で採用されたスチールベルト式CVTは「トランスマチック（Transmatic）」と呼ばれた。